# Nordiska Industriaktiebolaget
Nordiska Industriaktiebolaget, även känt som NIAB, var ett svenskt designföretag grundat 1895 av August Johansson i Göteborg. Företaget sysslade framför allt med mönstertillverkning och försäljning av textilvaror, och var ursprungligen beläget på adresserna Södra Hamngatan 31 och Kyrkogatan 44, men utökade sedan sin verksamhet till att även omfatta Kyrkogatan 42.

## Historia
1895 startade August Johansson Nordiska Industriaktiebolaget efter att ha grundat Mark & Co. Framstående konstnärer vid Nordiska Industriaktiebolaget var bland annat Hulda Hedenborg, Agneta Goës. Föreståndarinna för mönsterateljén perioden 1895 till 1935 var Estrid Fischer.
Nordiska Industriaktiebolaget anordnade textila årsutställningar i Göteborg.

## Verksamma vid Nordiska Industriaktiebolaget (urval)
- Hulda Hedenborg
- Birgitta Salenius
- Edna Lundskog
- Agneta Goës
- Greta Hammarquist
- Barbro Hellberg
- Ingegerd Hyltén-Cavallius
- Kaarina Jakova-Ruponen
- Gull-Britt Johansson
- Karin Nisses-Gagnér
- Kerstin Olson
- Berit Stålfelt-Blide
- Greta Säfve
- Estrid Fischer
- Ingrid Bjernefors- Dahlman
- Gunvor Bröijer
- Kaisa Edström